# Johannes Dolscius
Johannes Dolscius (Feldkirch, 1486 — Wittenberg, 21 de julho de 1523) foi um teólogo e reformador protestante. Estudou na Universidade de Heidelberg de 1502 a 1504. Junto com seu amigo Bartholomäus Bernhardi (1487-1551) se deslocou para a recém fundada Universidade de Wittenberg lá se matriculando em 23 de Maio de 1504. Também é referido por Johannes Toltz.
Em 18 de Setembro do mesmo ano recebe o diploma de Bacharel e em 10 de fevereiro de 1506 o de Mestre de Artes. Em 1516 torna-se reitor em em 1518 adquire o grau de licenciatura em teologia. Escreveu contra Augustin von Alveldt  (1480-1535) e em abril de 1520 colocou-se, junto com Lutero, em defesa das universidades de Lovaina e de Colônia.

## Publicações
- Contra doctrinalem quorundam Magistrorum nostrum damnationem Louanieensis & Coloniensis studii… Defensio, Wittenberg 1520
- Der heyligen Schrifft Art, weÿse, vnd gebrauch : tropi Bibliaci, 1526
- Der heyligen Schrifft ... 1525 Gustav Freytag[4] (1816-1895) jornalista e historiador
- Wie man iunge Christen yn[n] dreyen Heuptstucken der zehen Gepot Gottes ... 1527
- Kurtz ordnung des Kirchendienstes sambt zweyen Vorreden/ de erste an den Leser/ die ander von Ceremonien/ An den Erbarn Radt der lœb=lichen Stadt Ryga jn Leyfflandt. Mit den Psalmen vñ Gœtlichen lobgesengen/ die jn Christ=licher versamlung zu Ryga ghesungen werden/ auffs newe corrigert vnnd mit vleyß gemert. ... 1537
- Von Adams gesuchte : wie das alles, was der mensch hie auff erden begeret, ist entweder fleyschliche wollust, zeytlich gutt, odder weltlich ehre, 1 Ioan. 2 1526 Michael Blum[5] (1514-1550)